# 전뇌전기 버추얼 온
《전뇌전기 버추얼 온》(電脳戦機バーチャロンシリーズ/CYBER TROOPERS VIRTUAL-ON)는 1995년부터 세가에서 발매하는 컴퓨터 게임의 시리즈이다.

## 개요
전투용의 거대 로봇 버추어로이드를 조종해 적과 대전하는 로봇 대전 액션 게임이다. 본래 아케이드판으로 출시되었지만 가정용으로도 발매되었다.

## 시리즈 목록
- 전뇌전기 버추얼 온
- 전뇌전기 버추얼 온 오라토리오 탱그램
- 전뇌전기 버추얼 온 Force
- 전뇌전기 버추얼 온 MARZ